# Tommaso Dossi
Tommaso Dossi (né à Vérone en 1678 - 18 juillet 1730) est un peintre italien de la fin du baroque, actif à Vérone . 

## Biographie
Tommaso Dossi s'est formé auprès de  Giovanni Murari puis avec Simone Brentana .

## Œuvres
- Vierge à l'Enfant avec San Filippo Neri, retable, église du Padre Filippini .
- Santa Eurosia, église paroissiale de Mazzurega .